# بازمحمد
بازمحمد یا موتور بازمحمد، روستایی در دهستان تهلاب بخش ریگ ملک شهرستان میرجاوه در استان سیستان و بلوچستان ایران است.

## جمعیت
بر پایه سرشماری عمومی نفوس و مسکن در سال ۱۳۹۵، جمعیت این روستا برابر با ۲۶۱ نفر (۶۷ خانوار) بوده‌است.